# Августовка (сабля)
Августовка (пол. augustówka) — тип польской сабли, отличающийся наличием на клинке надписей и изображений в честь одного из трёх польских королей носивших имя Август — Августа II, Августа III или Станислава Августа Понятовского. Другое их название — «памятные сабли Конституции 3-го мая», или просто «третьемайские» (trzeciomajowy). Каких либо конструктивных отличий или других, помимо изображений, характерных признаков, августовки не имели. В этом отношении августовки продолжили традицию других польских «именных» сабель названных в честь королей: баторовки (в честь Стефана Батория), зигмунтовки (в честь Зигмунта III Вазы), яновки (в честь Яна III Собеского). В то же время, такая сабля как костюшковка, как раз имела характерную конструкцию эфеса, но не имела надписей и изображений того, в честь кого она получила своё название (Тадеуша Костюшко), что и выделяет её на фоне остальных «именных» сабель.

## История
Бытование августовок и их связь с королями по имени Август разными авторами подаётся достаточно противоречиво. Так Зигмунт Глогер в своей «Старопольской иллюстрированной энциклопедии», в статье об августовке, указывал, что данное название носили сабли XVIII века, изготавливавшимся в Сандомирском и Краковском воеводствах, славившиеся качеством своих клинков и имевших на клинках монограммы Августа II и Августа III. В то же время известный историк и оружиевед Влодзимеж Квасневич в своей книге «Польские сабли», полностью игнорируя информацию Глогера, описывает только сабли конца XVIII века, связанные с именем Станислава Августа. При этом он избегает самого термина «августовка», настаивая на том, что данный тип сабель должен носить название «памятные сабли Конституции 3-го мая [1791 года]», хотя и признаёт, что Станислав Август сыграл важную роль в событиях связанных с Конституцией 3 мая, а на клинках этих сабель, наряду с другими изображениями и надписями, обычно присутствуют и монограммы короля.

## Описание
На саблях Конституции 3 мая встречались следующие надписи: Vivat Kawaleria Narodowa, Bóg, Honor i Ojczyzna, Wiwat Naród Polski, Konstetucia 3 Maja Ruka 1791, Narod z krolem krol z narodem, Wolni Polacy bronmy ojczyzny, Vivat wolność, Polska. Надписи насекались или гравировались с обеих сторон клинка. Также на клинках присутствовали монограммы короля — AR, SAR, изображения скипетра, короны, кавалеристов, растительные орнаменты.